# 스트랫퍼드역 (온타리오주)
스트랫퍼드역 (Stratford Station)은 캐나다 온타리오주 스트랫퍼드의 철도역이다. 이 역에는 토론토와 사니아를 잇는 VIA 철도 열차가 하루 1회씩 정차한다. 이 역은 스트랫퍼드 시내에 있는 셰익스피어 스트리트에 위치해있다.

## 위치
이 역은 캐나다 내셔널 철도가 소유하는 궬프선의 88.5마일 (142.4km) 지점에 위치해있으며, 서쪽으로는 세인트메리스역이, 동쪽으로는 키치너역이 위치해있다. 키치너역에서 스트랫퍼드역까지 궬프선은 아이온 경전철이 지나가는 킹 스트리트를 고가로 지나간 다음, 이후 CN 휴론파크 지선을 통해 케임브리지에서 캐나다 태평양 철도의 골트선으로 이어진다. 이 지선도 워털루 지선과 마찬가지로 경전철과 일부 구간 선로를 공유하는데, 오후 11시부터 다음 날 오전 5시까지 화물열차가 이 구간을 지난다. 궬프선은 키치너 시내 구간을 지나 선로 북쪽에 모래 채취장을 지나고, 이후 피터스버그, 베이든, 뉴햄버그, 셰익스피어 등 작은 마을을 지나 스트랫퍼드 시내로 진입한다. 스트랫퍼드역 남쪽에는 지금은 쓰이지 않는 캐나다 내셔널 철도의 차량기지가 있다.

## 역사
1856년, 두 철도 노선이 두 달 간격으로 휴론 카운티의 소재지인 스트랫퍼드에서 선로를 교차하였다. 동쪽에서 출발한 그랜드트렁크 철도는 서쪽으로, 남쪽의 버펄로 & 레이크휴론 철도는 고드리치로 향했다. 이 당시 하나의 역에서 두 노선을 운행한다는 것은 철도 회사 측에서 생각도 하지 못했다. 그랜드트렁크 철도역은 카펜터 고딕 양식을 따랐으며, 온타리오주 피터스버그에 있는 둔 역사마을에 같은 양식의 건축물이 남아있다. 1864년에는 버펄로 & 레이크휴론 철도가 경쟁사인 그랜드트렁크 철도에 흡수되었고, 두 노선이 분기하는 분기역으로서 스트랫퍼드의 중요성이 더 높아졌다.
그랜드트렁크는 전기 모터 공장을 건설하면서 스트랫퍼드에 신역사를 짓기로 계획하였다. 1873년에 문을 연 신역사는 고딕 복고양식을 따르는 웅장한 목조 건축물로, 가운데 본관은 2층, 양쪽에는 단층으로 된 별관이 있었다. 2층에는 역장실과 차량기지 소장실이, 1층에는 매표소와 철도 전신국이 있었다. 별관 한쪽에는 남성 흡연실과 더불어 여성 및 가족 대합실이 있었으며, 다른 쪽에는 화물 및 수하물 보관실이 있었다. 19세기 말 스트랫퍼드에 캐나다 북부 철도가 새로운 철도역을 지을 가능성이 높아지자, 그랜드트렁크는 기존에 노후한 역을 현대화하기 위해 1903년에 기존에 두 역으로 갈라졌던 스트랫퍼드역을 하나로 통일하여 더 큰 신역사를 신설하는 방안을 발표하였다.
1906년에 캐나다 북부 철도가 대체 노선을 선정하면서 계획이 변경되었고, 이에 따라 그랜드 트렁크는 스트랫퍼드역 규모를 대폭 축소하였다. 스트랫퍼드역에 대규모 역이 들어설 수 없다는 사실에 스트랫퍼드는 실망했지만, 도시가 철도 회사의 결정에 실질적인 영향력을 행사할 수가 없었기 때문에 이 계획 변경에 대해 별다른 조치를 취할 수가 없었다. 이에 따라 1910년, 궬프역에 계획된 웅장한 역과는 거리가 먼 세기 초에 브랜트퍼드에 지어진 역과 비슷한 계획안이 발표되었다. 새 역은 시카고에서 유래하여 프랭크 로이드 라이트가 대중화한 프래리 스타일 양식을 따랐다. 다만 고딕 복고양식의 탑이 정문을 장식하였다. 이 역을 짓는 데 사용된 빨간 벽돌은 밀턴의 벽돌 공장인 밀턴 브릭 웍스 (Milton Brick Works)에서 제조하였다. 복층 구조의 역은 1871년 역과 비슷했지만 이번에는 별관이 따로 없었다. 1층에는 매표소와 전신실, 일반 대합실과 별도의 남성 흡연실이 있었으며, 남녀 화장실도 있었다. 2층에는 역장실과 차량기지 소장실이 있었다. 공용 공간에는 참나무 소재의 벤치는 물론 단열과 습기 차단을 위해 원목 패널을 덧댄 웨인스코팅 작업, 테라조 바닥과 전기 조명으로 고풍스럽게 장식하였다. 1913년에 새 역이 개장할 때 그랜드트렁크 대표였던 찰스 헤이즈는 개장식에 참석할 계획이였지만 영국에서 돌아오지 못하고 RMS 타이타닉호에 승선해 침몰하였다. 1923년에 그랜드트렁크가 캐나다 내셔널 철도에 공영화되었을 때에도 스트랫퍼드역에는 여객열차가 계속 운행하였다.
1960년대에 들어서서 스트랫퍼드의 철도에는 많은 변화가 있었는데, 1964년에 전기 모터 공장이 문을 닫으면서 CN은 역에 몇 가지 변화를 주었다. 가장 큰 변화는 입구에 있는 고딕 양식의 탑을 철거하고, 외관을 회색으로 덧칠하고 새로운 CN 간판을 설치하였다. 1층 식당과 주방은 문을 닫고 차량기지 사무실로 개조하였으며, 2층에는 직원 구내식당과 주방이 설치되었다. 대합실 전체는 원목 패널로 덮어놓았다.
1978년 CN 철도가 여객철도를 VIA 철도에 이관하면서 스트랫퍼드역도 VIA 철도로 소유권이 이전되었다. VIA 철도는 1989년에 역 내부를 대대적으로 정비했는데, 2층을 허물어 빅토리아 간호사단 사무실로 바꾸고, 외부로 통하는 별도의 계단과 출입구를 설치했으며, 이 과정에서 흡연실을 철거하였다. 여자 화장실은 확장되었고 1층의 기존 차량기지 사무실 대신 장애인 남자 화장실이 새로 설치되었다. 목재 패널을 제거하고 페인트를 칠했으며 참나무 벤치는 플라스틱 의자로 교체하였다. 알루미늄 문과 창문이 기존 목재 문과 창문을 대체하였다.
이 역은 1988년 지역 문화유산으로, 1993년에는 연방 문화유산으로 지정되었다. 이를 통해 외부 페인트를 벗겨내고 실제 벽돌을 복원할 수 있었다. 내부는 역사의 흔적이 부족하지만 그랜드트렁크가 여전히 건재한 철도 회사였음을 보여주기 위해 마지막까지 노력한 흔적을 볼 수 있다.
1990년부터 2004년까지는 스트랫퍼드에 VIA 철도와 암트랙이 공동으로 토론토에서 시카고까지 인터내셔널 열차를 운행하였다.
2021년 9월에는 GO 트랜싯 키치너선 열차가 토론토에서 런던까지 하루 1회 운행하면서 스트랫퍼드와 세인트메리스역에도 정차하게 되었다. 키치너선 런던행 열차는 2년 간의 운행 끝에 2023년 10월 13일에 운행을 중단하게 되었다.

## 시설
스트랫퍼드역은 직원이 상주하지 않는 무인역이다. 스트랫퍼드역에서 토론토, 런던 또는 사니아 방면 VIA 철도 열차를 이용하려는 승객은 VIA 철도 홈페이지나 앱, 고객센터를 통해 표를 사전에 예매해야 한다.
이 역은 대합실, 화장실, 공중전화가 있으며, 역 건물과 승강장, 열차 내부는 휠체어 승객들도 이용할 수 있다. VIA 철도를 이용하는 휠체어 승객은 출발 48시간 전에 VIA 철도 고객센터에 문의하여 휠체어 리프트를 요청해야 한다.
스트랫퍼드역을 이용하는 VIA 철도 및 GO 트랜싯 승객을 위한 무료 주차장이 마련되어있으나, 주차 공간이 많지 않은 편이다. 이 역까지 자전거를 타고 오는 승객들을 위한 자전거 거치대도 마련되어있다.

## 운행 계통
스트랫퍼드역에는 토론토와 런던, 사니아를 잇는 VIA 철도 열차가 정차하며, 토론토 방면 하루 1회, 사니아 방면 하루 1회 정차한다.

## 버스 연결편
스트랫퍼드역은 스트랫퍼드의 모든 시내버스 노선이 시종착하는 쿠퍼 터미널로부터 350m 가량 떨어져있으며, 평일 오전 6시부터 오후 9시 30분까지 다음과 같은 버스 노선이 정차한다.
- 1번 휴론 (Huron)
- 2번 이스트엔드 (East End)
- 3번 매카시 (McCarthy)
- 4번 퀸스랜드 (Queensland)
- 5번 데본 (Devon)
- 6번 다우니 (Downie)
- 7번 인더스트리얼 (Industrial)

주말에는 모든 버스 노선이 수요응답형 버스로 탄력 운행하며, 승객이 원하는 정류장을 입력해 승하차를 요구하는 방식이다. 수요응답형 버스는 토요일 오전 6시부터 오후 8시까지, 일요일 오전 10시부터 오후 5시 30분까지 운행한다.
스트랫퍼드에서 거동이 불편한 노약자나 장애인 등의 교통약자는 시에서 제공하는 전용 버스 서비스에 사전 가입하면 전화나 이메일을 통해 예약할 수 있다.
퍼스 카운티의 마을을 잇는 PC 커넥트 (PC Connect) 또한 스트랫퍼드 터미널에 정차한다. A 버스는 개드쉴, 브러너, 밀버튼, 뉴턴, 밀뱅크, 리스토웰, 앳우드, 몽크턴과 미첼에 정차하며, B 버스는 세인트폴스, 세인트메리스, 커크턴, 미첼과 세브렝빌에 정차한다. 2번 버스는 키치너역, 스트랫퍼드, 세인트메리스 메모리얼 병원을 이으며, 3번 버스는 런던, 세인트메리스, 스트랫퍼드를 잇는다. PC 커넥트 버스는 월요일부터 토요일까지 운행한다.

## 같이 보기
- 코리더 (VIA)

## 인접 정차역
| 캐나디안 내셔널 철도 궬프선 | 캐나디안 내셔널 철도 궬프선     | 캐나디안 내셔널 철도 궬프선 |
| --------------------------- | ------------------------------- | --------------------------- |
| 세인트메리스 사니아 방면    | VIA 철도 코리더 토론토 - 사니아 | 키치너 토론토 방면          |